# Phylloscopus schwarzi
El mosquitero de Schwarz (Phylloscopus schwarzi) es una especie de ave paseriforme de la familia Phylloscopidae que vive en Asia. Su nombre conmemora al astrónomo alemán Ludwig Schwarz (1822-1894).

## Descripción
Mide alrededor de 14 cm de largo. Los adultos tienen las partes superiores de color pardo liso y las inferiores blanquecinas. Presenta una prominente lista superciliar blanquecino amarillenta. Su pico es puntiagudo, aunque más ancho que el de su similar pariente el mosquitero sombrío. Además sus patas son más claras que las del sombrío y sus dedos son más grandes, como consecuencia de su estilo de vida más terrestre. Los dos sexos tienen un aspecto similar, como es habitual entre los mosquiteros, pero los juveniles tienen las partes inferiores más amarillentas.
Su llamada consiste en un suave chick.

## Distribución y hábitat

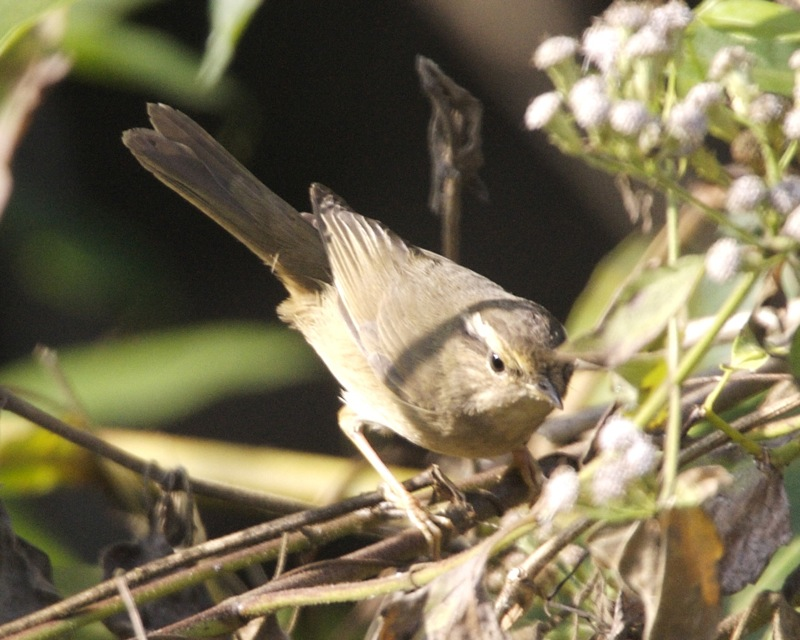
Mosquitero de Schwarz Phylloscopus schwarzi en Khao Yai, Tailandia

El mosquitero de Schwarz es un pájaro migratorio que cría en el sur  de la Siberia central y oriental, el norte de Mongolia, Manchuria, Corea del Norte y el extremo oriental de Kazajistán y se desplazan a Indochina y el sureste de China para pasar el invierno. En su área reproductiva el mosquitero de Schwarz vive en los bosques caducifolios abiertos con sotobosque y bordeados por zonas de matorral, generalmente cerca del agua. En sus cuarteles invernales ocupa los límites del bosque, en zonas de matorral denso cercanos a los árboles. En Europa es un divagante raro.

## Comportamiento
Se alimenta principalmente de insectos.
Construye su nido entre los matorrales bajos, donde pone alrededor de cinco huevos. Sus huevos son grisáceos densamente moteados en pardo verdoso y miden 
17x13 mm.